# Océ
Océ est une entreprise néerlandaise qui faisait partie de l'indice AMX. Elle produit du matériel et des logiciels d'imprimerie et de copie.

## Historique
Océ commença principalement par développer des copieurs et de petites imprimantes Laser.
Elle a ensuite acquis un statut de leader dans le domaine de l'impression gros volume avec l'acquisition de la division printing de la société allemande Siemens.
Elle fait maintenant partie du groupe Canon. Elle continue à jouer un rôle de leader dans le segment commercial printing grâce à sa série Variostream 7000 et nouvellement grâce à ses solutions full color avec ses produits Jetstream et Colorstream.